# Тара (гора)
Тара — горный массив, расположенный в западной части Сербии.
Гора Тара известна как традиционная летняя и зимняя зона отдыха. Этому способствуют благоприятные климатические условия, большое количество солнечных дней, средняя высота около 1000 метров над уровнем моря.
Гора Тара изучались многими исследователями. Первым был Йосиф Панчич. 1 августа 1875 года в селе Заовине он обнаружил эндемичный вид хвойных, названный Ель сербская.
Самая низкая точка точка — озеро Перучац — находится на отметке 291 м над уровнем моря.
Самая высокая вершина Тары — Збориште — достигает 1542,9 метра.